# Sangay (Morona Santiago)
Sangay ist eine Parroquia rural („ländliches Kirchspiel“) im Kanton Palora der ecuadorianischen Provinz Morona Santiago. Verwaltungssitz ist die Ortschaft Nayamanaca. Die Parroquia besitzt eine Fläche von 201,4 km². Beim Zensus 2010 wurden 1172 Einwohner gezählt. Die Parroquia Sangay wurde 1967 gegründet. Benannt wurde sie nach dem nahe gelegenen Vulkan Sangay.

## Lage
Die Parroquia Sangay liegt am Westrand des Amazonastieflands. Das Areal befindet sich zwischen den Flussläufen von Río Pastaza im Norden und Río Palora im Süden. Der Río Chuya Llushin, ein rechter Nebenfluss des Río Llushin, fließt abschnittsweise entlang der westlichen und nordwestlichen Verwaltungsgrenze. Das Verwaltungsgebiet hat eine annähernd rechteckförmige Gestalt. Die Längsausdehnung in Ost-West-Richtung beträgt 26,5 km, in Nord-Süd-Richtung 7,7 km. Im Westen der Parroquia verläuft ein vorandiner Höhenkamm, der im Tiririco eine Höhe von 2060 m erreicht. Der namengebende Vulkan Sangay befindet sich 30 km südwestlich der Parroquia Sangay. Der 980 m hoch gelegene Hauptort Nayamanaca befindet sich knapp 10 km südsüdwestlich des Kantonshauptortes Palora.
Die Parroquia Sangay grenzt im Nordwesten an die Parroquia Cumandá, im Norden an die Parroquia Palora, im Osten an die Parroquia 16 de Agosto, im Süden an die Parroquia Arapicos sowie im Westen an den Kanton Pablo Sexto.